# Newbern (Tennessee)
Newbern település az Amerikai Egyesült Államok Tennessee államában, Dyer megyében. Lakosainak száma 3349 fő (2020. április 1.).

## Népesség
A település népességének változása:

| 2010 | 3 313 |
| 2020 | 3 349 |